# バスケットボール女子中華人民共和国代表
バスケットボール女子中華人民共和国代表(China national basketball team)は、中国国家体育総局バスケットボール管理センターによって編成される女子バスケットボールのナショナルチームである。
オリンピックでもメダルを獲得している世界的な強豪。

## 主な国際大会成績

### オリンピック
| 年   | 成績   | 勝 | 敗 |
| ---- | ------ | -- | -- |
| 1984 | 3位    | 3  | 3  |
| 1988 | 6位    | 2  | 3  |
| 1992 | 準優勝 | 3  | 2  |
| 1996 | 9位    | 3  | 4  |
| 2004 | 9位    | 2  | 4  |
| 2008 | 4位    | 5  | 3  |
| 2012 | 6位    | 3  | 3  |
| 2016 | 10位   | 1  | 4  |
| 2020 | 5位    | 3  | 1  |

### ワールドカップ
- 1983年 - 銅メダル
- 1986年 - 5位
- 1990年 - 9位
- 1994年 - 銀メダル
- 1998年 - 12位
- 2002年 - 6位
- 2006年 - 12位
- 2010年 - 13位
- 2014年 - 6位
- 2018年 - 6位

### アジアカップ
- 優勝11回：1976、1986、1990、1992、1994、1995、2001、2004、2005、2009、2011

### アジア競技大会
- 優勝6回：1982、1986、2002、2006、2010、2018、2023

## 主な歴代代表選手
- 王敏（薮内敏美）
- 苗立杰
- 陳楠
- 李月汝
- 李梦